# Pholidobolus annectens
Pholidobolus annectens là một loài thằn lằn trong họ Gymnophthalmidae. Loài này được Parker mô tả khoa học đầu tiên năm 1930.